# Neue Synagoge Mainz

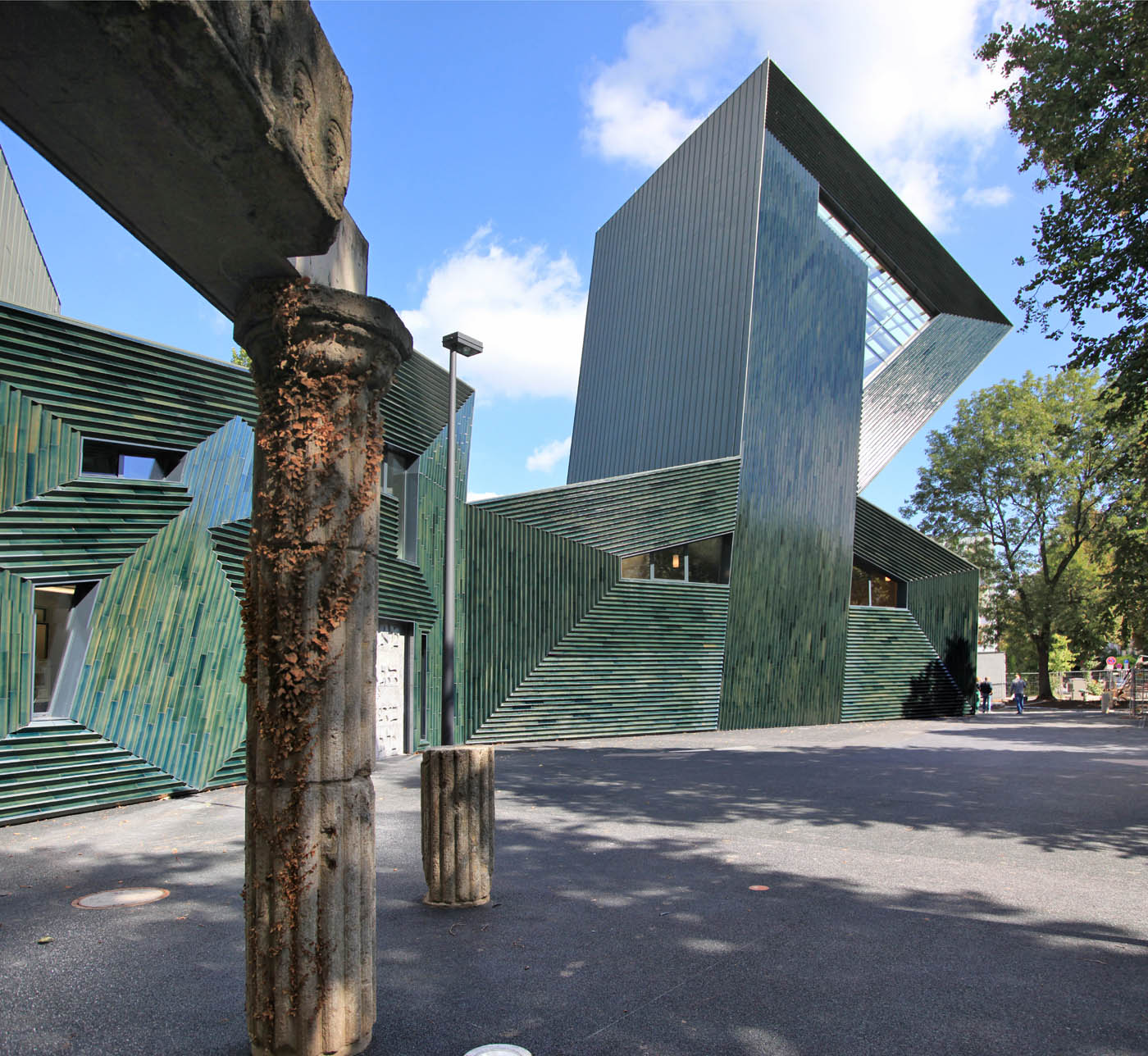
Die Neue Synagoge in Mainz (2010)

Die Neue Synagoge Mainz ist seit dem 3. September 2010 der Nachfolgebau früherer Synagogen in Mainz. Sie steht als Gemeindezentrum am Platz der alten Hauptsynagoge in der Hindenburgstraße in der Mainzer Neustadt. Der Platz vor der Synagoge wurde in Synagogenplatz umbenannt.

## Ausgangslage und Planung
Magenza als bedeutendes jüdisches Zentrum am Rhein hatte jahrhundertelang prägende Synagogenbauten aufzuweisen; diese Tradition endete vorläufig während der Novemberpogrome 1938. Nach dem Zweiten Weltkrieg musste die Mainzer Synagoge zunächst nur eine kleine Schar zurückgekehrter Gemeindemitglieder beherbergen. Vor dem Fall der Berliner Mauer umfasste die Gemeinde nach eigenen Angaben 140 Mitglieder. Die hohe Anzahl von Zuwanderern aus Osteuropa vergrößerte die Gemeinde in den 1990er Jahren und neuer Platzbedarf entstand. Im Dezember 2006 umfasste sie rund 1050 Mitglieder.
1999 wurde ein Wettbewerb für den Neubau einer Synagoge und eines Jüdischen Gemeindezentrums durchgeführt, der von dem Architekten Manuel Herz gewonnen wurde. Die damalige Kostenabschätzung betrug rund elf Millionen Euro, dreieinhalb Millionen Euro hat die Stadt Mainz zugesagt. Das Finanzierungsmodell sah vor, dass Stadt, Land und Bund jeweils ein Drittel der Baukosten übernehmen. Eine Baugenehmigung wurde bereits im Jahr 2000 erteilt. Der Abriss des Hauptzollamtsgebäudes von 1955, das sich auf dem Grundstück befand, erfolgte aber erst im Oktober 2008.
Der Versammlungsraum der neuen Synagoge sollte rund 450 Plätze bieten, was nahezu einer Verfünffachung der vorherigen Kapazität entsprach. Der Entwurf erinnert an die dekonstruktivistische und symbolhafte Gestaltung des Jüdischen Museums in Berlin von Daniel Libeskind.
Eine Magenza-Stiftung mit den Schirmherren Ministerpräsident Kurt Beck und Oberbürgermeister Jens Beutel setzte sich für den Bau und den Erhalt dieser neuen Synagoge ein; weitere 29 Bürger und Honoratioren aus Mainz und Umgebung gehörten zu den Gründungsstiftern.

## Architektur
Das Gebäude soll den jüdisch-liturgischen Begriff Keduscha (קדושה) (deutsch: Segensspruch für „Heiligung“ und „Erhöhung“) körperlich anfassbar reflektieren. Der Kölner Architekt Manuel Herz will mit den fünf hebräischen Buchstaben die fünf Bereiche des jüdischen Zentrums für Gemeindeveranstaltungen, Erwachsenenbildung und als Hebräischschule für schulpflichtige Kinder versinnbildlichen. Die Buchstabenformen entstanden ursprünglich aus Bildsymbolen, mit denen später der Anfangslaut des jeweiligen Symbols assoziiert wurde. Hebräische Buchstaben erlangen dadurch Objektcharakter, eine Qualität des Gegenständlichen. Das nach Osten (Jerusalem) gerichtete, trichterförmige Dach des Versammlungsraumes stellt dabei ein Schofar dar. Mythologisch steht das Schofar für die Kommunikation mit Gott. Diese Form der Synagoge soll den Ruf der Gemeinde nach JHWH, das Lauschen auf den Ewigen, und das Empfangen des göttlichen Lichts und Seiner Weisheit zum Ausdruck bringen. Traditionell wurde die Gemeinde durch das Blasen des Schofars zusammengerufen.
Die Synagoge beinhaltet Festsaal, Mikwe, koschere Küche, Clubraum, Kindergarten, Schulraum, Sozialdienst, Gemeindebüros, Bibliothek, Sitzungszimmer und Wohnungen. Die jüdische Gemeinde in Mainz bietet ein reges kulturelles Programm, das auch Nichtjuden offensteht.
Der Architekt Manuel Herz erhielt für das Gebäude den Deutschen Fassadenpreis für vorgehängte hinterlüftete Fassaden (VHF) 2011.

## Entwicklung des Baus
Der Grundstein für die Neue Synagoge in Mainz wurde am 23. November 2008 in Anwesenheit vieler geladener Gäste in einer feierlichen Zeremonie gelegt. Den Text der Grundsteinrolle verfassten Andreas Berg und Dr. Peter Waldmann. Das Richtfest wurde bereits am 16. Oktober 2009 begangen. Als Termin für die Einweihung war ursprünglich der 17. Juni 2010 vorgesehen, wegen witterungsbedingter Bauverzögerungen im Winter 2009/2010 wurde dieser Termin jedoch auf den 3. September 2010 verschoben worden. Dies war zudem der Jahrestag der Einweihung der alten Hauptsynagoge von 1912. Zur Einweihungsfeier luden die Vorsitzende der Jüdischen Gemeinde, Stella Schindler-Siegreich, Ministerpräsident Kurt Beck und der Mainzer Oberbürgermeister Jens Beutel gemeinsam ein. Unter den zahlreichen geladenen Gästen aus dem In- und Ausland waren ehemalige Mainzer Juden, Zeitzeugen und Gemeindemitglieder sowie Bundespräsident Christian Wulff und der Botschafter des Staates Israel Yoram Ben-Zeev.

## Stimmen zum Bauprojekt
„Das Jüdische Gemeindezentrum in Mainz von Manuel Herz, der sich in seiner Recherche wie kein anderer mit Wesen und Geschichte der europäischen Juden beschäftigt hat, ist das seit Louis Kahn vielleicht weltweit interessanteste Synagogenprojekt.“

## Galerie

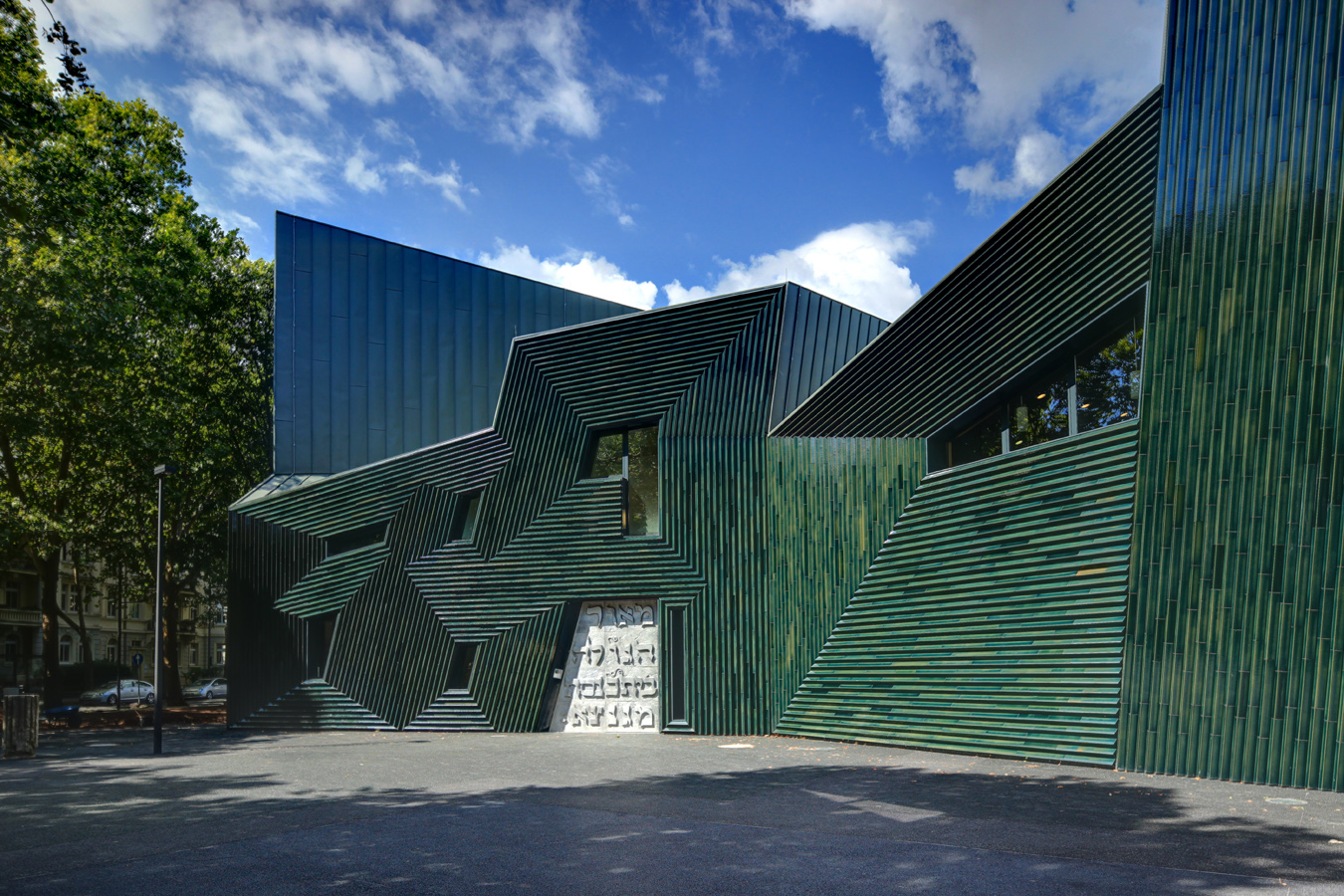
Blick auf den Haupteingang
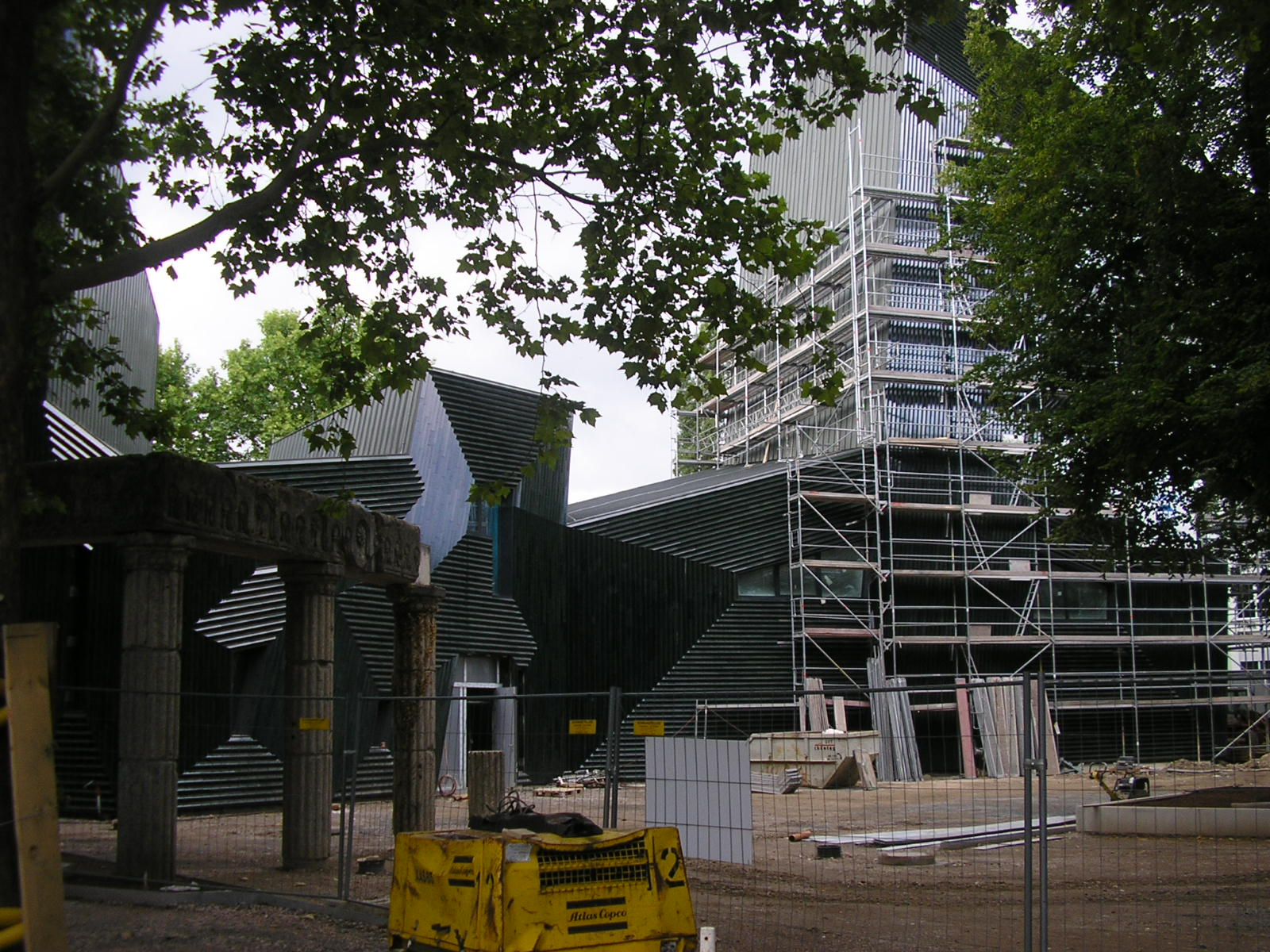
Die Neue Synagoge kurz vor ihrer Fertigstellung
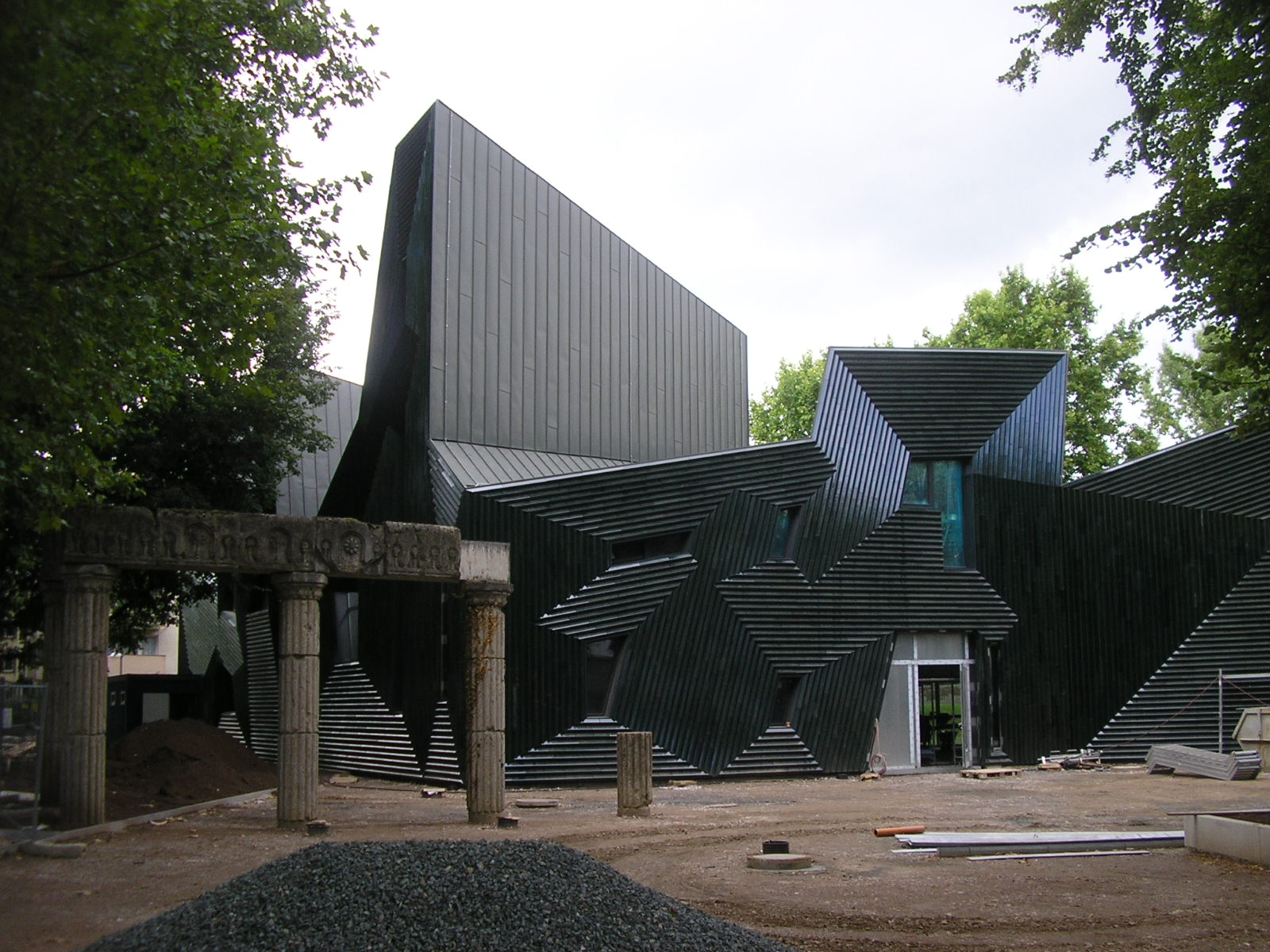
Die Neue Mainzer Synagoge einen Monat vor Abschluss der Bauarbeiten. Im Vordergrund restaurierte Säulenreste der 1938 niedergebrannten Hauptsynagoge
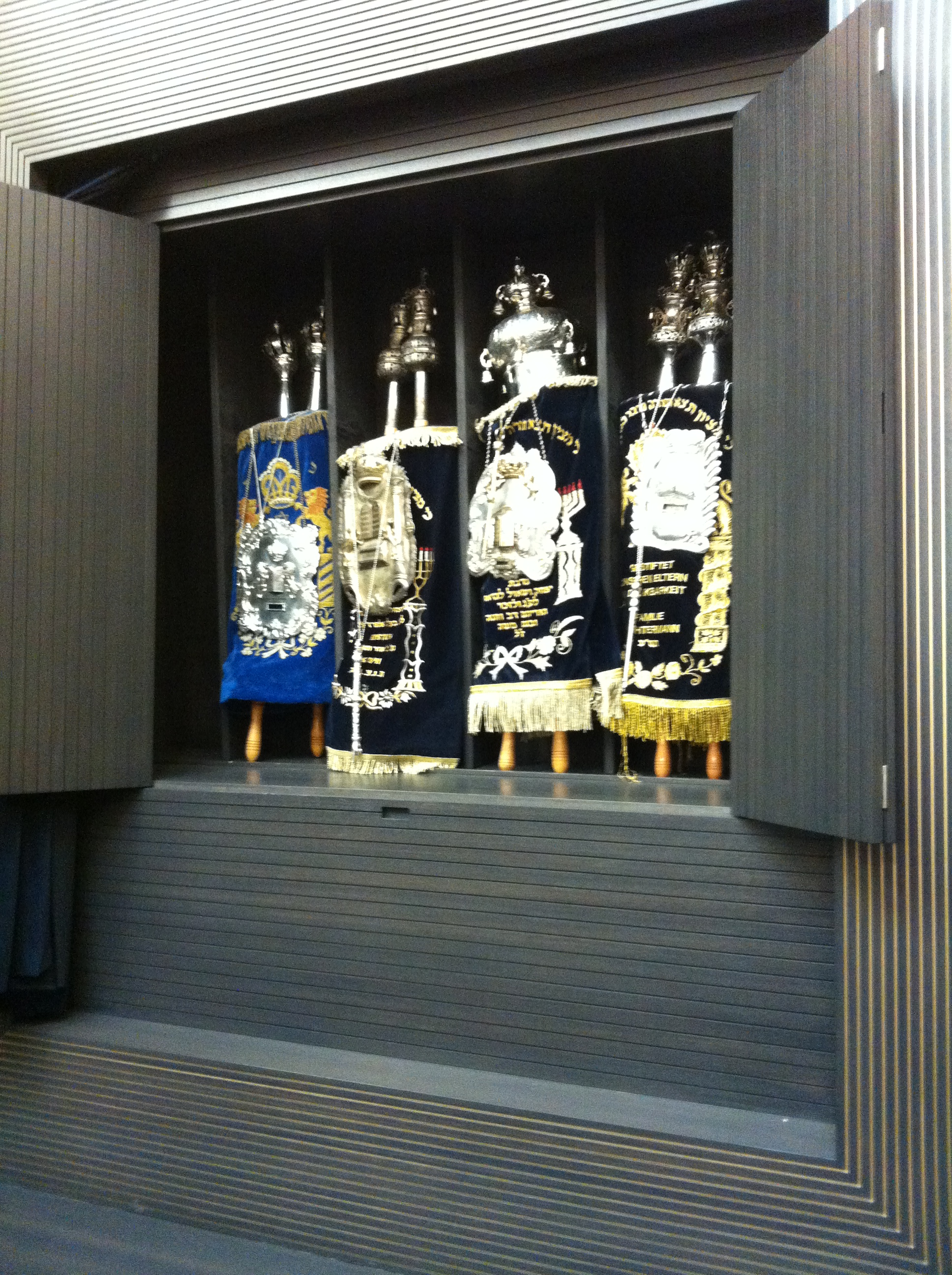
Offener Toraschrein in der Neue Synagoge in Mainz mit den Thorarollen
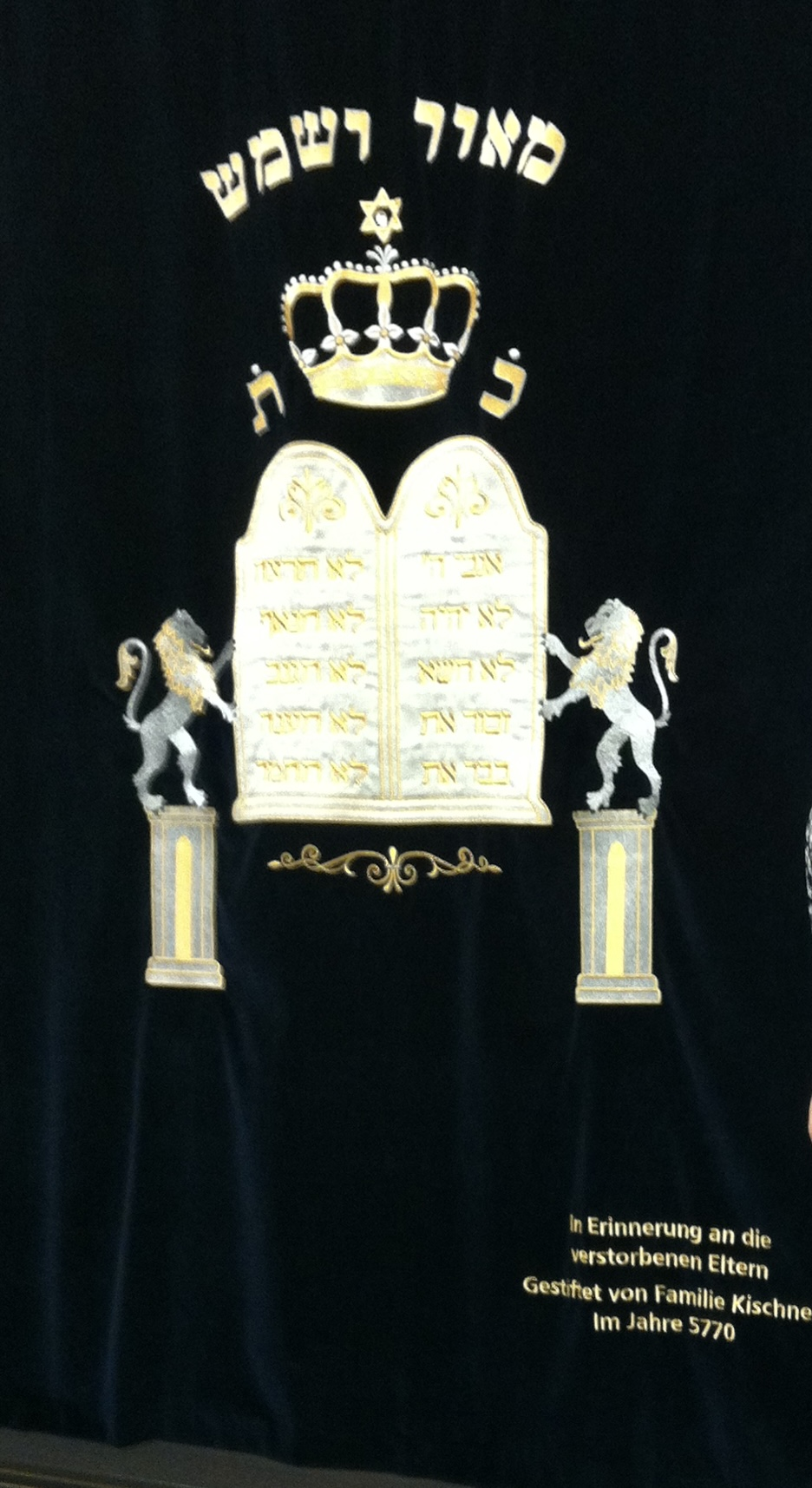
Parochet in der Neue Synagoge in Mainz